# SN 2009nt
SN 2009nt – supernowa typu Ia odkryta 20 listopada 2009 roku w galaktyce A231103+2026. W momencie odkrycia miała maksymalną jasność 19,60m.